# Taikō Josetsu
Taikō Josetsu (如拙?) fue uno de los primeros pintores de tinta monocroma (sumi-e) del Periodo Muromachi (siglo XV). Inmigrante chino, naturalizado en 1370, sirvió de puente entre los grandes pintores chinos de la Dinastía Song de Sur como Ma yuan, Xia Gui, Liang Kai o Mu Qi y el nuevo estilo que comienza a surgir en Japón, por lo que se le considera el padre de la pintura japonesa a tinta. Probablemente fue maestro del pintor Tenshō Shūbun en el monasterio Shokoku-ji en Kioto. 

Un hombre cogiendo un pez-gato (Hyonen zu) por Josetsu

Su única obra de autenticidad probada se titula 'Hombre cogiendo un pez-gato' (c.1413) y pertenece a Taizo-in, un templo de Myoshinji en Kioto. Muestra de manera cómica a un pescador que intenta coger con una calabaza un pez sobre un paisaje fluvial de bambúes. Parece que este tema proviene de un antiguo proverbio chino, "un pez gato sube a través de una caña de bambú", que significa "trabajar muy duro en algo sin tener éxito" o "hacer lo imposible." El contraste entre lo escurridizo del pez y la dureza de la calabaza es subrayada por la confrontación de líneas curvas (la calabaza, el bambú, la cumbre del fondo, la corriente del río y la ribera) y líneas más duras con las que dibuja al hombre andrajoso que pretende pescar. El cuadro posee una inscripción en la que afirma haber sido un kakemono encargado en "nuevo estilo" (pintura con tinta monocroma o sumi-e) por el shogun Ashikaga Yoshimochi. Se cuenta que Yoshimochi mandó llamar a los 31 monjes más brillantes de las Cinco Montañas (los cinco monasterios Zen con más reputación de Kyoto) para que escribieran comentarios sobre tan sugerente pintura. La obra puede ser interpretada como un episodio de humor Zen, o como un koan visual, una forma pensada para provocar en el espectador el satori o estado de iluminación interior. 